# Сальвадор Альєнде
Сальвадор Альєнде Ґоссенс (ісп. Salvador Guillermo Allende Gossens; 26 червня 1908, Сантьяго, Чилі — 11 вересня 1973, Сантьяго, Чилі) — чилійський політик і президент Чилі з 1970 року до своєї смерті під час перевороту 11 вересня 1973 року.
Кар'єра Альєнде в чилійському уряді тривала близько 40 років. Він був співзасновником партії (у 1933 році) та сенатором, депутатом, міністром, кандидатом в президенти Чилі в 1952, 1958, 1964 роках, та остаточно був обраний президентом 1970 року. Він був першим марксистським главою держави у світі, що отримав владу шляхом демократичних виборів.

## Раннє життя
Народився 26 червня 1908 у Вальпараїсо. Він був сином Сальвадора Альєнде Кастро і Лаури Ґоссенс Урібе. Сім'я Альєнде належала до верхніх шарів чилійського суспільства та і раніше була залучена до політики на боці лібералів. Його дід був відомим доктором і політиком-реформістом, який заснував одну з перших секулярних шкіл в Чилі.
У 1932 році Альєнде закінчив медичний факультет Чилійського університету. Рік по тому він взяв участь в заснуванні Соціалістичної партії Чилі. У 1937 році був вибраний депутатом в Національний конгрес, де працював до 1945 року, коли був вибраний сенатором. З 1939 до 1942 року він займав пост міністра охорони здоров'я.
У 1942 році Альєнде став генеральним секретарем Соціалістичної партії Чилі. У 1948 році соціалісти, не рахуючись з думкою Альєнде, увійшли до коаліції з урядом і підтримали рішення про заборону комуністичної партії. Альєнде порвав з колишніми однодумцями і створив Народну соціалістичну партію. Коли на президентських виборах 1952 року остання підтримала кандидатуру генерала Карлоса Ібаньєса дель Кампо, Альєнде вийшов з цієї партії і повернувся в Соціалістичну партію. У той час він зблизився з комуністами, що обіцяли йому підтримку у разі його висунення в президенти. Соціалісти прийняли пропозицію, і дві партії утворили альянс — Фронт «Народна дія», який висував Альєнде на президентську посаду в 1952, 1958 і 1964 роках.

## Вибори 1970 року

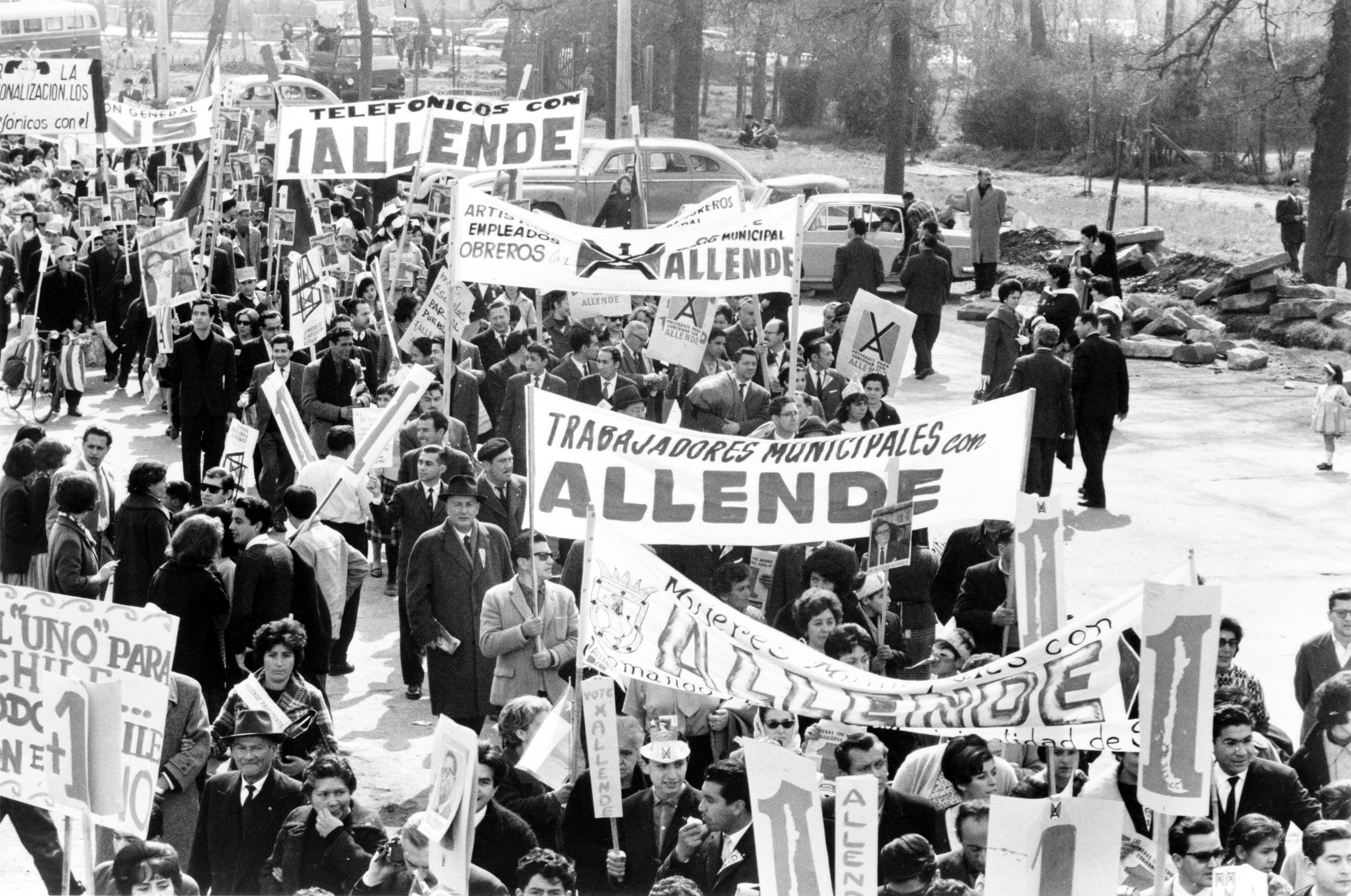
Маніфестація в підтримку Альєнде

У 1969 році Фронт «Народна дія» був перетворений в «Народну єдність» — коаліцію соціалістів, комуністів, членів Радикальної партії і фракції християнських демократів, що відкололася від неї. На президентських виборах 1970 року Альєнде набрав 36,2 % голосів, чим випередив за кількістю голосів двох інших кандидатів (другий, Хорхе Алессандрі Родрігес, набрав 34,9 % голосів). Для зайняття посади була необхідна переважна більшість, тому його кандидатура була відправлена на затвердження конгресу, де він був підтриманий Християнськими демократами, після того, як зобов'язався не порушувати принципи демократії.
Так само, як і під час попередніх виборів, на вибори 1970 року спробували вплинути США, але їхні спроби зазнали поразки. Так, американська ITT Corporation виділила Хорхе Алессандрі Родрігесу 350 тис. доларів, AT&T та інші компанії також виділяли значні кошти, що, як стало відомо згодом, походили від ЦРУ.
Натомість ЦРУ стверджувала, що і Альєнде отримував гроші із-за кордону, зокрема $ 350 000 від Куби. Згідно з архівними документами Василя Мітрохіна, Альєнде мав давню історію співпраці з КДБ та кодове ім'я Лідер. Напередодні виборів він особисто звернувся по допомогу до Радянського Союзу через особистого знайомого, співробітника КДБ Святослава Кузнєцова, котрий мав терміново летіти до Чилі з Мексики. Згідно з документами, початкова допомога на вибори становила $ 400 000 та додатково $ 50 000 для особистих видатків Альєнде. Після виборів, тогочасний голова КДБ, Юрій Андропов, отримав дозвіл від ЦК КПРС на використання додаткових грошей та ресурсів для сприяння перемозі Альєнде в чилійському конгресі. В наказі від 24 жовтня, йшлось про те, що КГБ здійснить необхідні заходи для консолідації перемоги Альєнде в конгресі, для здобуття ним посади Президента країни.

## Президентство

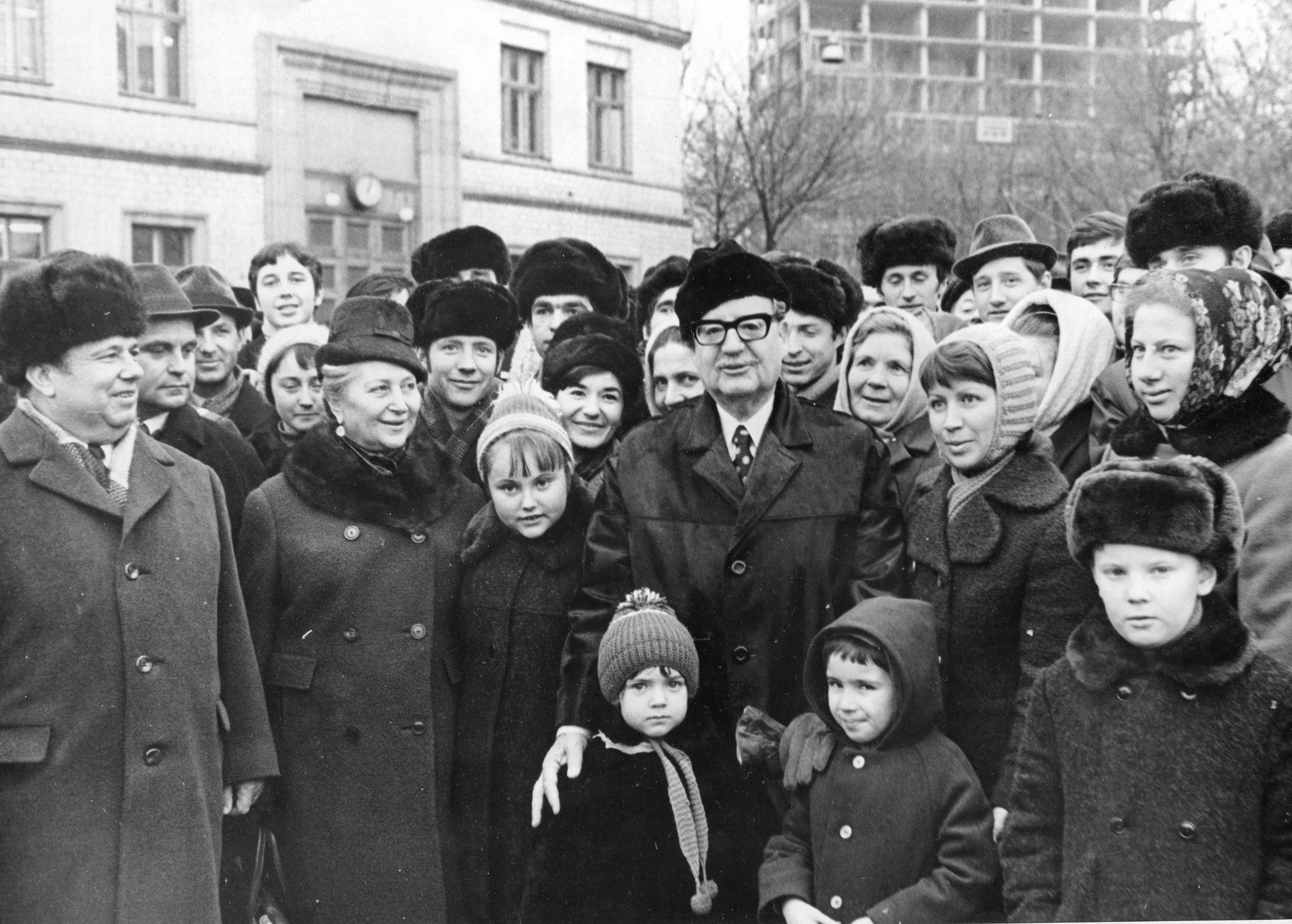
Під час свого останнього візиту до СРСР у 1972 році, в порушення протоколу, Сальвадор Альєнде зупинив кортеж на Площі Слави у Києві, щоб поспілкуватися з городянами. Фото А. Т. Бормотова

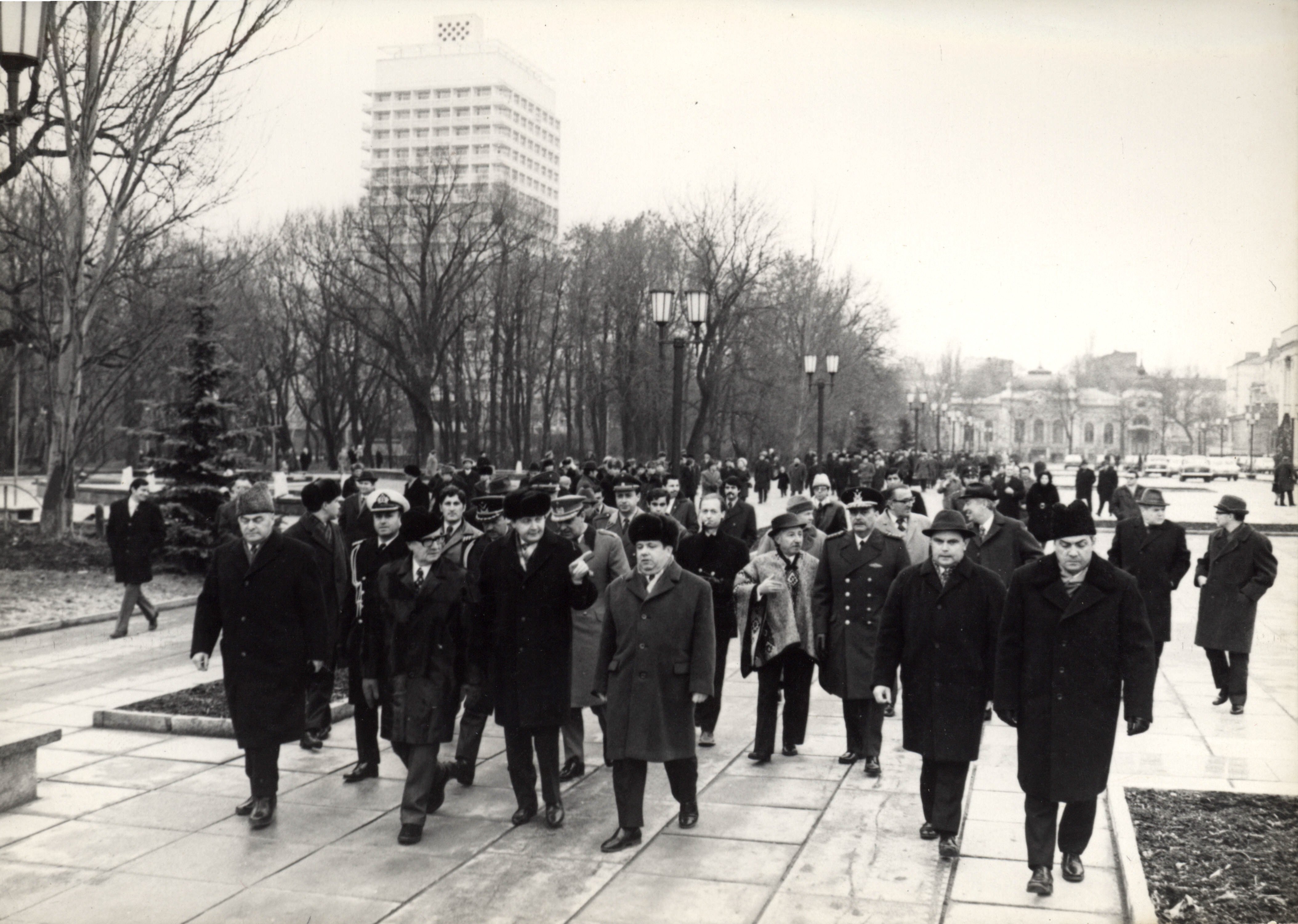
Перед Верховною Радою УРСР, 1972

Перші кроки Альєнде були достатньо поміркованими. Він фактично продовжував дві реформи, які розпочалися ще за часів президентства Едуарда Фрея: націоналізацію мідевидобувної промисловості та аграрну реформу, яка б перерозподілила землю на користь дрібних землевласників. Станом на 1970 рік уряд Чилі вже володів 51 % акцій мідних копалень, однак в уряді існували занепокоєння тим, що американський менеджмент виводить прибуток в офшори. Також хоча законодавство для земельної реформи вже було прийнято, але значна частина виборців вважала, що попередній уряд не квапився її проводити. Альєнде, партія якого не мала більшості в парламенті, заручився підтримкою християнських демократів в парламенті для прийняття законодавства щодо націоналізації мідних копалень, та спирався на вже прийняті закони при перерозподілі землі.
12 квітня 1971 року у Чилі відбулися масові вибори депутатів у муніципальні та місцеві органи влади. На цих виборах кандидати від партій, що входили до коаліції Альєнде, отримали близько 50 % голосів. Сам Альєнде, який вважав, що результат кращий за 42-43 % буде виразом довіри народу до його політики, сприйняв цей результат як беззаперечну підтримку, та перейшов до більш рішучих дій.
Першою політичною кризою уряду Альєнде стало вбивство Переза Зуховича, що відбулося 8 червня 1971 року. Зухович був міністром внутрішніх справ в уряді Фрея; він належав до правого крила християнських демократів, яке не підтримувало Альєнде. Вбивцями, яких вбили при затриманні, було двоє членів радикально лівої організації, які потрапили під амністію Альєнде. Також щодо мотивів вбивства не було єдиної думки: Зухович був опосередковано причетний до розгону самовільного захоплення землі, під час якого загинули люди; в той же час, вважалося, що Зухович давав інформацію в пресу, яка призвела до викриття наявності озброєних членів лівих радикальних партій в маєтку Альєнде. Так чи інакше, вбивство викликало масові заворушення в Сантьяго, де невдовзі було введено воєнний стан. Саме в цей час Альєнде призначає Аугусто Піночета головою військового округа Сантьяго, який відповідає за підтримання порядку.
Хоча Альєнде вдалося втримати ситуацію під контролем, однак вбивство Зуховича призвело як до різкого погіршення стосунків Альєнде з християнськими демократами, так і до розколу серед самих християнських демократів. 19 липня 1971 року кандидат на позачергових виборів до парламенту від коаліції Альєнде вперше програв кандидату від консолідованої коаліції опозиції. Хоча під час цих виборів кандидат Альєнде набрав більшу частину голосів за рахунок лівого крила християнських демократів, ніж сам Альєнде отримав на виборах, цей результат свідчив про те, що, скоріш за все, Альєнде на наступних виборах не мав би більшості в парламенті, яка дозволила б йому приймати бажані для себе закони.
Приблизно в цей час в Чилі розпочинається новий етап націоналізації, який охоплює індустрії, які не були узгоджені попередніми домовленостями Альєнде з соціал-демократами. Альєнде починає використовувати закон 1923 року, який дозволяє державі конфіскувати малоефективні виробництва, особливо коли власники навмисно обмежують виробництво товарів. Хоча до Альєнде закон майже ніколи не використовувався, він не потребував прийняття в парламенті; і, хоча формально судова система дозволяла повернути виробництво власнику, на практиці сама кількість націоналізованих виробництв призводила до того, що для розгляду однієї справи могло знадобитися кілька років.
Дії уряду Альєнде з націоналізації приватних компаній призвели до нової хвилі звинувачень з боку опозиції. Суть звинувачень переважно полягала в тому, що Альєнде в першу чергу націоналізує підприємства своїх політичних супротивників, а поява про-альєндівських профспілок призводить до того, що без роботи лишаються усі, хто не підтримує Альєнде. Додатково частина звинувачень стосувалася незалежності преси: Альєнде ставилося у вину те, що він намагався на базі викуплених під тиском газет створити національну медіа-компанію, яка б контролювалася урядом, а тиск на незалежні ЗМІ йшов через законодавче підвищення зарплатні робітникам газет при законодавчому ж зниженні розцінок на рекламу. Крім того, Альєнде ледь не закрив відділення агенції новин UPI в Чилі через упередженість. Ці звинувачення були достатньо серйозними, щоб до них приєднався попередній президент Едуардо Фрей Монтальва, який на той час займався викладанням в США.
З початку роботи, новий уряд прискорив проведення аграрної реформи, розпочате попереднім президентом Едуардо Фреєм, і до середини 1972 року практично всі крупні земельні володіння були ліквідовані. При цьому в деяких випадках аграрна реформа і націоналізація переросли в самочинні захоплення лівими угрупуваннями землі і підприємств. Націоналізація паперової промисловості, разом з незадоволеністю робочих цієї промисловості, викликала звинувачення Альєнде в прагненні встановити монополію на друк. В ході націоналізації виникла напруженість у відносинах з США, коли північноамериканські фірми, що вклали великі капітали в мідеплавильну промисловість, відмовилися прийняти компенсацію.
У 1972 році відбулося різке підвищення цін, викликане перш за все підняттям мінімальної заробітної плати. Якщо в січні 1971 року, коли Альєнде прийшов до влади, інфляція становила 23 відсотки, то в 1972 році вона склала 163 відсотки, а влітку 1973 року — 190 відсотків і часом була найвищою у світі. Економічний стан ще більше погіршав, коли впали ціни на мідь на світовому ринку. У листопаді 1972 року Чилі оголосила частковий мораторій на виплату зовнішнього боргу (тобто дефолт), результатом чого стало припинення кредиту і втеча капіталів; все це супроводжувалося вимиванням товарів з ринку і зростанням товарного дефіциту.
Незадоволеність значної частини населення правлінням Альєнде вилилася в масові демонстрації і страйки в 1972 і 1973 роках. У жовтні 1972 року країну охопив загальний страйк, ініціатором якого виступила Конфедерація власників вантажівок, що побоювалися націоналізації. У відповідь Альєнде ввів надзвичайний стан і віддав наказ конфіскувати непрацюючі вантажівки.

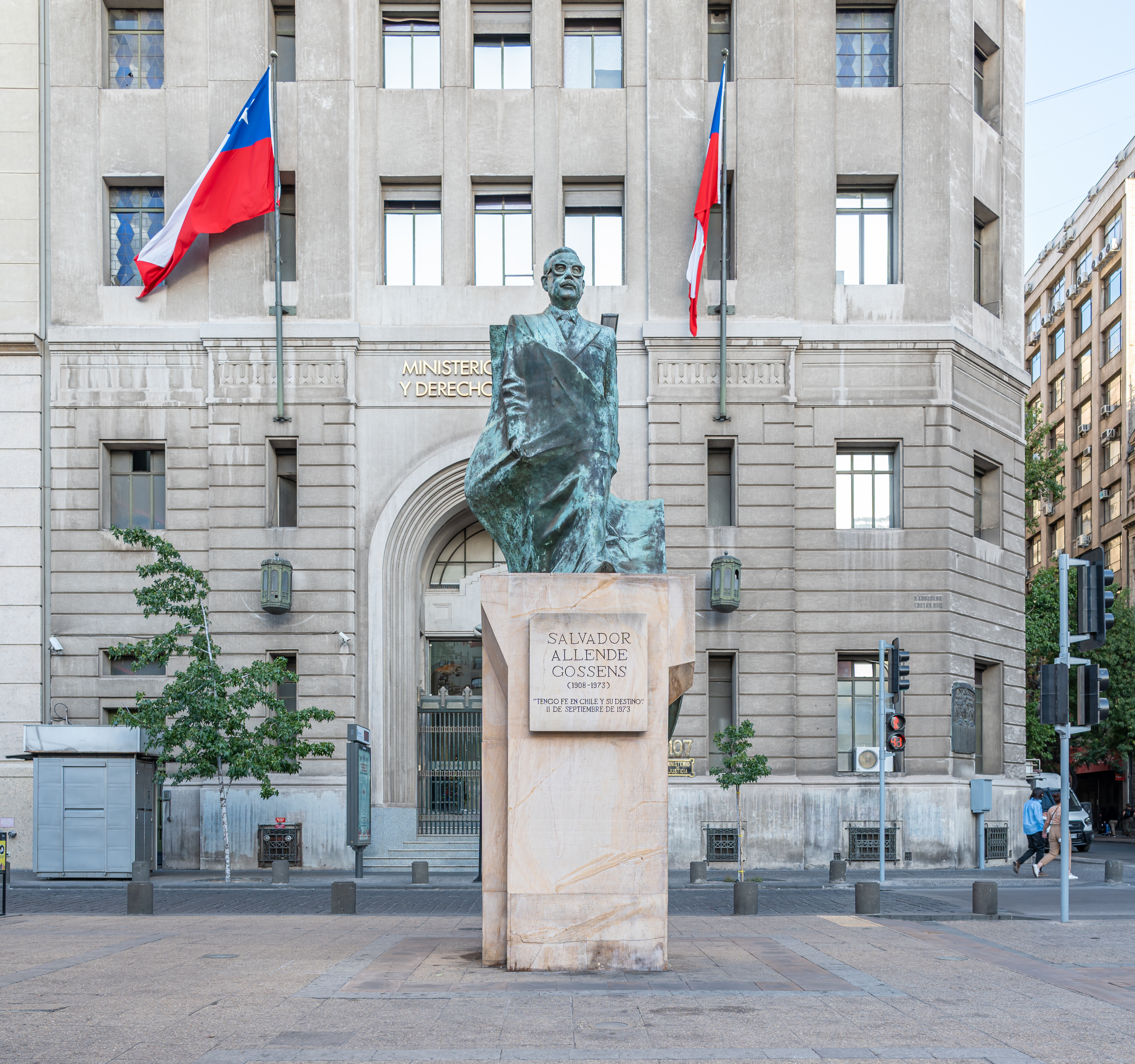
Пам'ятник Альєнде перед Palacio de la Moneda — резиденцією президента Чилі.

Хоча на виборах 1973 коаліція «Народну єдність» і збільшила кількість місць в парламенті до 43 %, загалом країна розділилася на два ворогуючі табори — прихильників Альєнде і його супротивників. Країна ввергалася в хаос і насильство. Число жертв політичного насильства наближалося до 100. 22 серпня Палата депутатів, у якій Християнські демократи тепер об'єдналися з супротивниками Альєнде, Національною партією, ухвалила рішення, в якому звинуватила Альєнде: в авторитарних устремліннях і прагненні знищити роль законодавчої влади; у зневазі рішеннями судів і заступництву злочинцям, пов'язаним з правлячою партією; у замахах на свободу слова, арештах, битті і тортурах опозиційних журналістів і інших громадян; у замахах на університетську автономію; у замахах на власність; у незаконному переслідуванні страйкарів; у терорі населення за допомогою озброєних банд; у введенні в освіту марксистської ідеології і т. д.

## Військовий переворот 1973 року в Чилі
На початку вересня 1973 року Альєнде запропонував проведення референдуму для розв'язання протистояння, проте йому не вдалося провести його. 11 вересня 1973 роки в столиці був здійснений військовий переворот. За даними родини, Альєнде покінчив життя самогубством під час штурму палацу, однак довгі роки популярнішою версією було те, що його вбили військові під час штурму. У липні 2011 року тіло Альєнде ексгумували для офіційного розслідування; за даними урядового розслідування, результати якого були оприлюднені у червні 2011 року, Альєнде дійсно покінчив життя самогубством.

## Вшанування пам'яті
Вулиця Сальвадора Альєнде існує у державах Європи та Південної Америки.
Зокрема в українському місті Новий Буг є вулиця Сальвадора Альєнде.

### Твори Альєнде
- С. Альенде. История принадлежит нам. Речи и статьи. 1970—1973. — Москва: Политиздат, 1974.(рос.)

### Про нього
- Эдвард Бурстин. Чили при Альенде: взгляд очевидца. — Москва: Политиздат, 1979. — 278 с.(рос.)
- Валерий Алексеев. Пепельный сентябрь. Повесть о Сальвадоре Альенде. — Москва: Политиздат, 1982. — (Пламенные революционеры).(рос.)
- Иосиф Лаврецкий. Сальвадор Альенде. — Москва: Издательство ЦК ВЛКСМ «Молодая Гвардия», 1975. — (Жизнь замечательных людей).(рос.)
- 8іктор Матвієнко. Альєнде // Політична енциклопедія / редкол.: Ю. Левенець (голова), Ю. Шаповал (заст. голови). — К. : Парламентське видавництво, 2011. — С. 24. — ISBN 978-966-611-818-2.
- Анатолий Медведенко. Последний день президента // «Эхо планеты» (Москва). — 1991 — № 22 — С. 20—23.(рос.)
- Лисандро Отеро. Разум и сила: Чили. Три года Народного единства. — Москва: Прогресс, 1983.(рос.)
- Николай Платошкин. Чили 1970—1973 гг. Прерванная модернизация. — Москва: Русский фонд содействия образованию и науке, 2011.(рос.)
- Associated Press: «Chilean president Salvador Allende committed suicide, autopsy confirms», in The Guardian, 20 July 2011.(англ.)
- Edward Boorstein, Allende's Chile: An Inside View, International Publishers, 1977, 275 pp.(англ.)
- Régis Debray, The Chilean Revolution: Conversations with Allende, New York: Vintage Books, 1972.(англ.)
- Alfredo Estrada, Celia Iriart, Silvia Lamadrid and Howard Waitzkin, «Social Medicine then and now: Lessons from Latin America», in American Journal of Public Health, June 2001, pp. 1592—1601.(англ.)
- Dieter Nohlen, Chile, Das Sozialistische Experiment, Hamburg: Hoffman und Campe Verlag, 1973.(нім.)
- Howard Waitzkin, «Commentary: Salvador Allende and the birth of Latin American social medicine», in International Journal of Epidemiology. Vol. 34, No. 4, pp. 739—741.(англ.)